# りんごのひとりごと
りんごのひとりごとは、日本の童謡。武内俊子作詞、河村光陽作曲。1940年2月にキングレコードにより河村の娘・順子の歌でレコード化された。
リンゴを題材とした曲であり、歌詞は、出荷されて店頭に並ぶ様子をリンゴ自身の視点で描く。前年（1939年）当時猩紅熱で入院していた武内が、長妻完至により見舞いに持参されたリンゴを見てノートに走り書きした歌詞を、見舞いに訪れたキングレコードの担当者・柳井堯夫が見て、曲として仕上げたという。武内自身は作曲者に長妻完至を望んでいたが、河村光陽に依頼された。

## CD
- 決定盤 こころの童謡 想い出の愛唱歌100選 （当歌担当は鮫島有美子）（コロムビアミュージックエンタテインメント、2001年9月21日）[2]
- ゆりかごの歌 童謡・唱歌集 鮫島有美子（コロムビアミュージックエンタテインメント、2003年4月23日）[3]
- うたううあ ううあ（ビクターエンタテインメント、2004年3月13日）[4]
- 子どもとお母さんのための童謡 いぬのおまわりさん（キングレコード、2005年3月8日）[5]
- キング・ベスト・セレクト・ライブラリー2007 懐かしいどうよう（キングレコード、2007年5月9日）[6]
- ミッフィーハッピーラッキー！55こどものうた（キングレコード、2010年3月10日）Disc1の23曲目に収録。2枚組。
- 懐かしいどうよう ベスト キング・ベスト・セレクト・ライブラリー2011（キングレコード、2011年5月11日）[7]